# سیارک ۲۴۱۵۶
سیارک ۲۴۱۵۶ (به انگلیسی: 24156 Hamsasridhar، نامگذاری:1999VZ188) بیست و چهار هزار و صد و پنجاه و ششمین سیارک کشف شده‌است که در ۱۵ نوامبر ۱۹۹۹ کشف شد.
قدر مطلق سیارک برابر ۱۵.۵ است.